# Carmen de Viboral
Carmen de Viboral är en ort i Colombia.   Den ligger i departementet Antioquía, i den centrala delen av landet, 210 km nordväst om huvudstaden Bogotá. Carmen de Viboral ligger 2 153 meter över havet och antalet invånare är 21 152.
Terrängen runt Carmen de Viboral är platt åt nordväst, men åt sydost är den kuperad. Runt Carmen de Viboral är det ganska tätbefolkat, med 96 invånare per kvadratkilometer. Närmaste större samhälle är Rionegro, 9,1 km nordväst om Carmen de Viboral. I omgivningarna runt Carmen de Viboral växer i huvudsak städsegrön lövskog.